# Armageddon (singolo Ketama126)
Armageddon è un singolo del rapper italiano Ketama126, pubblicato il 20 maggio 2022 come secondo estratto dal quinto album in studio Armageddon.

## Descrizione
Il btano, scritto dallo stesso rapper, è composto e prodotto dallo stesso Ketama126 con Nino Brown.

## Video musicale
Il video musicale, diretto da Alessandro Mancini, è stato pubblicato il 1º giugno 2022 attraverso il canale YouTube del rapper.

## Tracce
Testi di Piero Baldini, musiche di Piero Baldini, Nino Brown.
1. Armageddon – 2:34